# Stadio Wankdorf (1925)
Lo stadio Wankdorf (in tedesco Wankdorfstadion) è stato uno stadio di calcio di Berna, in Svizzera, già sede delle partite casalinghe degli Young Boys.
Edificato nel 1925, ospitò molte partite importanti, tra cui la finale del campionato del mondo 1954, la finale della Coppa dei Campioni 1960-1961 e la finale della Coppa delle Coppe 1988-1989. Fu demolito nel 2001 e al suo posto è stato costruito lo stadio Wankdorf, inaugurato nel 2005 e già noto come Stade de Suisse.

## 5ª Coppa del Mondo della FIFA
- Uruguay -  Cecoslovacchia 2-0 (Gruppo 3, 16 giugno)
- Germania Ovest -  Turchia 4-1 (Gruppo 2, 17 giugno)
- Inghilterra -  Svizzera 2-0 (Gruppo 4, 20 giugno)
- Ungheria -  Brasile 2-0 (Quarti di finale, 27 giugno)

### Finale
- Germania Ovest -  Ungheria 3-2 (Finale, 4 luglio)

## Coppa dei Campioni

### Finale 1961
- Benfica -  Barcellona 3-2 (Finale, 30 maggio 1961)

## Coppa delle Coppe
- Barcellona - Sampdoria 2-0 (Finale, 10 maggio 1989)